# Hans-Peter Kröger

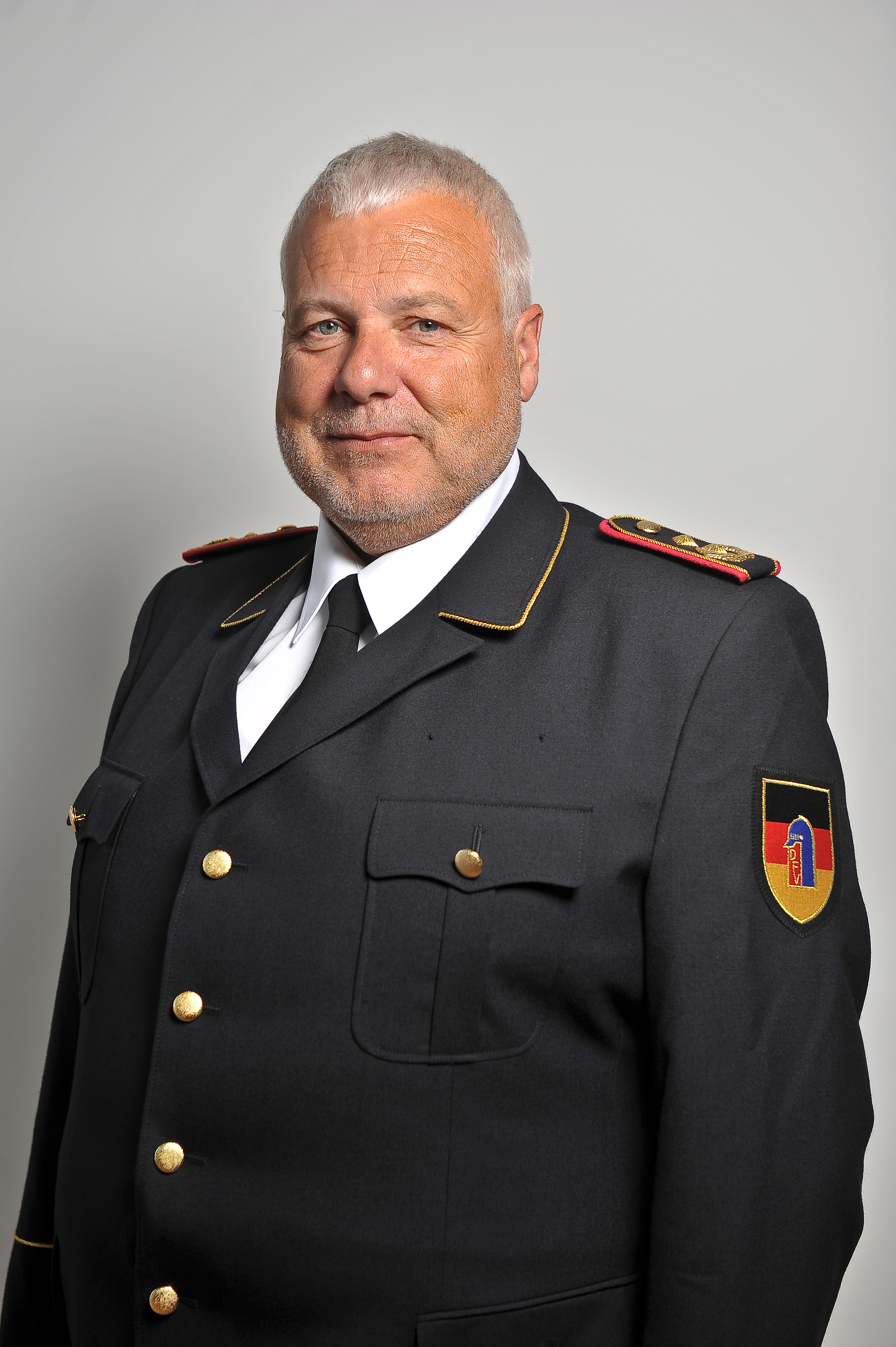
Hans-Peter Kröger (2012)

Hans-Peter Kröger (* 17. März 1953 in Kaköhl) ist ein deutscher Feuerwehrmann. In den Jahren 2003 bis 2015 war er Präsident des Deutschen Feuerwehrverbandes (DFV).

## Ausbildung und Beruf
Nach Abschluss der Höheren Handelsschule, absolvierte Kröger eine Fortbildung für den gehobenen Dienst im Sozialversicherungsfach bei der Allgemeinen Ortskrankenkasse (AOK) für den Kreis Plön. Bis 1994 fungierte er anschließend als Geschäftsführer der AOK Plön. Im Jahr 1994 wurde er Geschäftsführer einer Beschäftigungsfirma, wechselte aber schon 1995 als geschäftsführendes Vorstandsmitglied zur BÄKO Schleswig-Holstein Bäcker- und Konditorengenossenschaft eG. Dort schied er am 21. März 2016 altersbedingt in den Ruhestand aus.

## Werdegang
Kröger wurde 1970 Mitglied der Freiwilligen Feuerwehr. In den Jahren 1978 bis 1986 war er Wehrführer der Gemeinde Blekendorf und 1992 bis 2004 Wehrführer des Kreises Plön. Im Jahr 1994 wurde er zum Vizepräsidenten des Landesfeuerwehrverband Schleswig-Holstein gewählt und Mitglied im Präsidium des Deutschen Feuerwehrverbandes. 1999 wurde er zum Vizepräsidenten und 2003 schließlich zum Präsidenten des Deutschen Feuerwehrverbandes gewählt. Er trieb den Umzug des Verbandes von Bonn nach Berlin voran und ließ 2008 in Brüssel ein Verbindungsbüro des Verbandes einrichten. Seine letzte Amtszeit endete am 31. Dezember 2015 unter Ernennung zum Ehrenpräsidenten des Deutschen Feuerwehrverbandes.
2000 war er Gründer der Stiftung Hilfe für Helfer zur Unterstützung von Feuerwehrleuten bei der Bewältigung besonders belastender Erfahrungen im Einsatz und ist seitdem auch Vorsitzender der Stiftung. Außerdem war er von 2003 bis 2015 Vorstandsvorsitzender der Stiftung zur Förderung des Deutschen Feuerwehrmuseums in Fulda.

## Ehrungen
- 1986 Deutsches Feuerwehr-Ehrenkreuz in Silber
- 1995 Deutsches Feuerwehr-Ehrenkreuz in Gold
- 2003: Ehrennadel des DFV in Gold
- 2011: Verdienstkreuz 1. Klasse der Bundesrepublik Deutschland[3]
- 2013: Ehrenzeichen des Technischen Hilfswerks in Silber[4]
- 2015: Ehrenzeichen des LFV Berlin in Gold
- 2015: Ehrenpräsident des Deutschen Feuerwehrverbandes[5]